# Distrito de Dhalai
Dhalai (en bengalí: ধলাই জেলা) es un distrito de la India en el estado de Tripura. Código ISO: IN.TR.DH.
Comprende una superficie de 2523 km².
El centro administrativo es la ciudad de Ambassa.

## Demografía
Según censo 2011 contaba con una población total de 377988 habitantes, de los cuales 183 646 eran mujeres y 194 342 varones.